# Urbanització del Born
La Urbanització del Born, també coneguda com a Porxos d'en Fontserè, és un conjunt arquitectònic de Barcelona catalogat com a Bé cultural d'interès local.

## Història

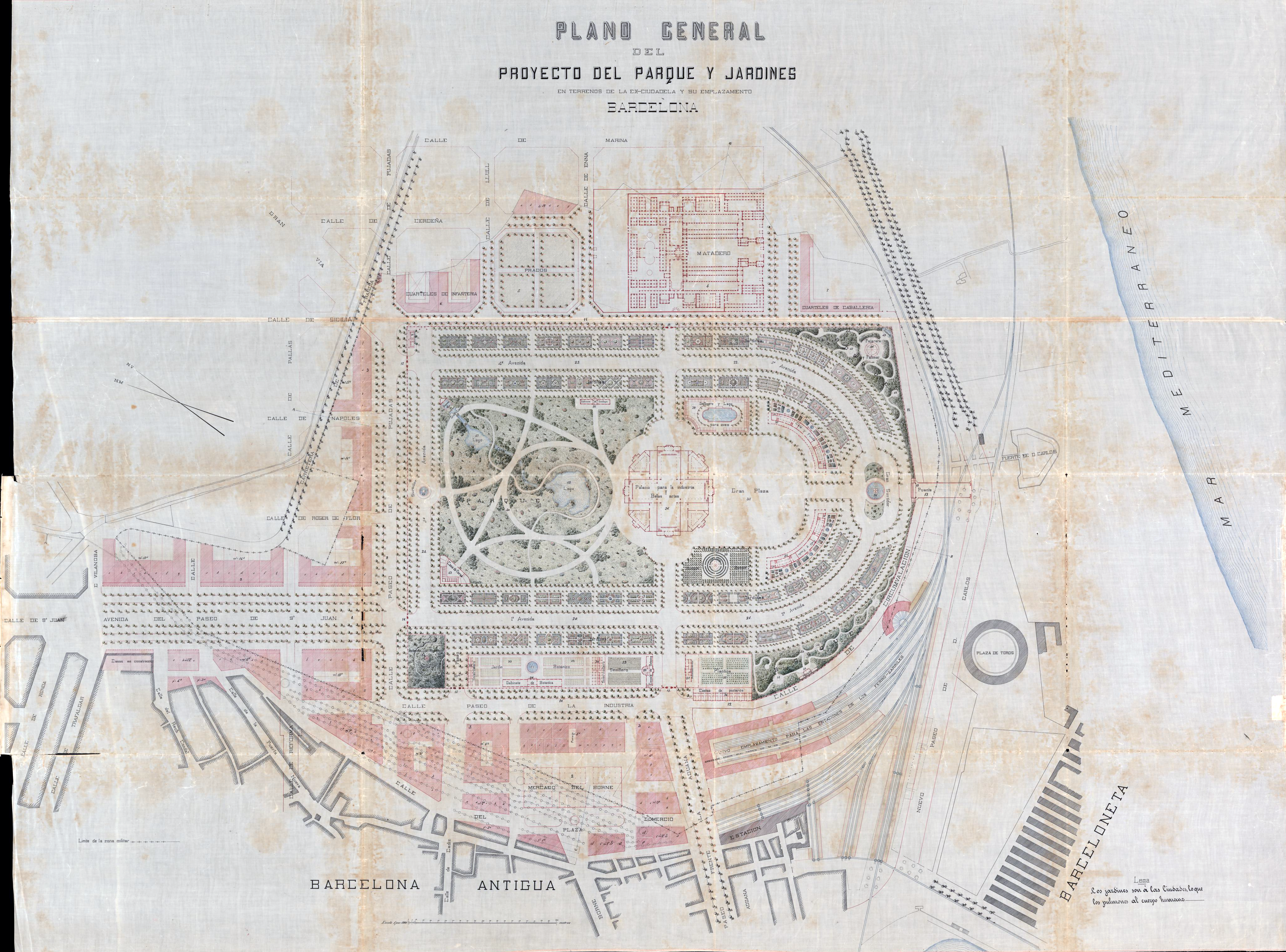
Projecte d'urbanització dels terrenys de l'antiga Ciutadella (1872)

El 1872, el mestre d'obres Josep Fontserè i Mestre projectà la urbanització dels terrenys de l'antiga fortalesa de la Ciutadella, incloent-hi l'esplanada, on hi havia el Jardí del General i el Passeig de l'Esplanada. El projecte aprovat finalment preveia tres pisos sobre una planta baixa i un entresòl, amb un model de façana que haurien de seguir totes les edificacions. L'inici de l'activitat constructiva es pot datar cap al 1878.

## Descripció
El sector consta de cinc illes entre els passeigs de Picasso i Pujades, el carrer del Comerç i l'avinguda del Marquès de l'Argentera, amb edificis privats que segueixen el projecte de Fontserè. La façana dominant té una composició molt equilibrada en una trama de dues direccions; els eixos verticals formats per l'alineació de les obertures i els horitzontals pels balcons i les cornises separadores. Aquests elements arquitectònics, al repetir-se en tot el perímetre del bloc, donen una imatge monumental a l'illa com si es tractés d'un edifici únic i de caràcter institucional/representatiu.
La planta baixa, que integra un entresol, disposa d'un ordre clàssic d'arcs i pilastres a doble alçada. Aquest ritme formal està subdividit, així mateix, en un ordre més petit dins del qual s'integren les obertures dels entresòls. Sobre les pilastres descansa la llosana de pedra motllurada de la balconera perimetral del primer pis. La façana del passeig de Picasso repeteix el mateix esquemamantenint la composició d'obertures, però en aquest cas apareixen els porxos que, en estar presents en tota aquesta façana, donen continuïtat urbana i potencien l'activitat comercial. En aquest cas, la porxada provoca l'aparició d'una façana interior que replica els mateixos recursos formals que la seva corresponent façana exterior.
Les teulades són planes amb terrat, en el qual neixen construccions auxiliars prudencialment retirades de la façana. El coronament perimetral se soluciona amb un ampit d'obra sobre cornisa amb motllurat clàssic recolzada sobre permòdols i mènsules de pedra. Aquestes últimes sempre alineades amb el ritme de les pilastres de la planta baixa.
Cal destacar la solidesa i coherència estructural amb la decoració de les façanes, sobretot les pilastres sense capitell que recolzen el balcó corregut del primer pis i que mostren aquesta entrega amb una voluta que fa de mènsula profusament decorada amb formes vegetals. La resta de detalls són formes neoclàssiques amb inspiració romàntica de l'època. També són notables les reixes de ferro de fosa de les baranes dels balcons i els permòdols decorats sota les llosanes.